# Tanuše
Tanuše (makedonsky: Тануше, albánsky: Tanushaj) je vesnice v Severní Makedonii. Nachází se v opštině Mavrovo a Rostuša v Položském regionu. 
V roce 1913 byl leaderem povstání v Gorno Rece tanušský imám Malik Mema, který napadl srbské vojsko a osvobodil všechny vesnice, včetně Zdunje u Gostivaru. V roce 2001 byla Tanuše centrem občanské války, kterou rozpoutala albánská Národní osvobozenecká armáda. V důsledku konfliktu se mnoho obyvatel vystěhovala do jiných měst a vesnic. 
Podle sčítání lidu z roku 2002 žije ve vesnici pouze 16 obyvatel a všichni jsou albánské národnosti. 